# Krystyna Skarbek
Maria Krystyna Janina Skarbek, nota anche con lo pseudonimo di Christine Granville (Varsavia, 1º maggio 1908 – Londra, 15 giugno 1952), è stata un'agente segreta polacca naturalizzata britannica.
È conosciuta per essere stata la prima donna a essere recrutata come spia dai servizi segreti inglesi. Iniziò a lavorare già nel dicembre del 1939, prima della nascita del SOE, nato nel luglio 1940. È una delle donne più decorate avendo ricevuto medaglie sia dal Regno Unito che dalla Francia.

## Biografia
Famosa ed importante spia britannica ma di nazionalità polacca, conosciuta anche con il nome di Christine Granville, operò nella Polonia e in Francia durante l'occupazione nazista. Fu reclutata dai servizi segreti britannici SOE (Special Operation Executive) dopo essere stata presentata al SIS (Secret Intelligence Service) dal giornalista Frederick Augustus Voigt.
Ebbe una vita avventurosa e compì imprese epiche come quando entrò in una prigione della Gestapo e salvò la vita a tre uomini catturati offrendo una tangente all'ufficiale nazista.
Morì in seguito ad un accoltellamento sembra da un corteggiatore rifiutato. La sua amica, Teresa Łubieńska, che aveva condiviso con lei i campi di concentramento, morì cinque anni dopo allo stesso modo e l'assassino non venne mai trovato.

## Riconoscimenti
- Il 10 dicembre 1944 fu proposta per la George Cross per essere riuscita a far liberare due ufficiali britannici e uno francese dalle mani della Gestapo.[6]
- A lei si è ispirato lo scrittore Ian Fleming per il personaggio di Vesper Lynd, la prima Bond Girl, nel romanzo del 1953 Casino Royale[7].
- 9 maggio 2007 è stato inugurato in suo busto in bronzo presso il Polish Hearth Club di Londra.[8]
- Il 15 maggio 2020 Rai Storia ha mandato in onda una puntata dedicata a Krystyna Skarbek[9].
- Settembre 2020 l'English Heritage ha affisso una placca isulla facciata 1 Lexham Gardens a Londra per commemorare la sua ultima residenza e il luogo dove fu pugnalata.[10]